# Reflexivpronomen
Das Reflexivpronomen (auch: Reflexiv[um]; rückbezügliches Fürwort) ist ein Pronomen, das sich vom Personalpronomen dadurch unterscheidet, dass es auf Einheiten verweist, die besonders nahe stehen, in der Regel in demselben (Teil-)Satz. Beispielsweise unterscheiden sich das Reflexivpronomen sich und das Personalpronomen ihn im folgenden Beispiel dadurch, dass nur sich auf das Subjekt desselben Nebensatzes bezogen sein kann (der Bezug auf dasselbe Individuum ist im Beispiel durch einen gemeinsamen Index „i“ markiert):
```
a) 
Otto
i
 bemerkte, dass Karl 
ihn
i
 im Spiegel beobachtete
  (= Gegenstand der Beobachtung ist Otto).
b) 
Otto bemerkte, dass Karl
i
 
sich
i
 im Spiegel beobachtete
 (= Gegenstand der Beobachtung ist Karl).
```

## Verwendung
Im Deutschen ist die Verwendung von Reflexiva relativ frei: Es ist zwar typisch, dass sie sich auf vorausgehende Subjekte beziehen, aber sie können auch auf andere Satzteile bezogen werden, solange nur das Bezugswort in der grammatischen Hierarchie höher steht als das Reflexiv. Diese Hierarchie ist (in absteigender Ordnung): Subjekt > indirektes Objekt > direktes Objekt > Präpositionalobjekt. Beispielsweise kann also ein Reflexiv als direktes Objekt an ein indirektes Objekt gebunden werden.
Beispiele:
```
Wir zeigten ihm
i
 sich
i
 selbst im Spiegel

Otto
i
 sprach mit sich
i
 selbst

Wir klärten Anna
i
 über sich
i
 selbst auf
```

Ein Reflexivpronomen innerhalb einer Nominalphrase kann sich auf den Genitiv in derselben Nominalphrase beziehen:
```
Annas
i
 Stolz auf sich
i
 selbst
```

## Formen des Reflexivs im Deutschen

### Gegenwartsdeutsch
Das deutsche Reflexivpronomen sich unterscheidet anders als das Personalpronomen keine Numerus- und Genusmerkmale. Es tritt ausschließlich in der 3. Person auf und kann die Funktion eines Dativs oder Akkusativs haben. In allen Fällen, die von der Form sich nicht abgedeckt werden können, tritt die entsprechende Form des Personalpronomens ein, also für 1. und 2. Person sowie für Genitive, zum Beispiel:
```
Ich habe bemerkt, dass du
i
 
dich
i
 im Spiegel beobachtest.
 (vgl.: 
Ich beobachte 
dich.
 
)

Der Dichter
i
 war 
seiner
i
 selbst überdrüssig geworden.
 (vgl.: 
Wir waren 
seiner
 überdrüssig.
)
```

### Geschichtliche Entwicklung
Die deutsche Form sich ist ursprünglich die Akkusativform und hat sich erst ab dem Ende der frühneuhochdeutschen Epoche auf den Dativ ausgedehnt. Die alte germanische Dativform (sie würde lautgesetzlich sir aus urgermanisch *siz lauten, analog zu mir / dir) war zuvor im Deutschen verlorengegangen; daher sprang dann zunächst auch im Dativ das Personalpronomen ihm / ihr für die reflexive Funktion ein. Dieser Gebrauch ist typisch für das Frühneuhochdeutsche und findet sich zum Beispiel in Luthers Bibelübersetzung:
```
Aber Daniel 
setzete ihm vor
 in seinem Herzen,

          (= nahm sich (Dat.) vor)

daß er 
sich
 mit des Königes Speise (…) nicht 
verunreinigen
 wollt.

       (Akk.)
```

Dieser Stand ist auch in manchen deutschen Dialekten bewahrt, etwa im Bairischen:
```
Da Petrus roat’t a wenk ban eahm selba, fuatgehn, denkt er eahm, loß ih n doh nit.

„(Der) Petrus überlegt ein wenig bei sich selber (wörtl.: 
ihm selber
), fortgehen, denkt er sich (wörtl.: 
ihm
), lasse ich ihn doch nicht.“
```

Eine vollständige Deklination des Reflexivs findet sich hingegen heute noch im Isländischen.

## Weitere Funktionen
Im Deutschen wie auch in anderen Sprachen wie Französisch oder Latein ist das Reflexivpronomen auch fester Teil von gewissen Verben, ohne wirklich eine rückbezügliche Bedeutung zu haben, beispielsweise sich erinnern, sich verabreden, sich langweilen.
In der deutschen Sprache wird das Reflexivpronomen sich häufig synonym zu Reziprokpronomen wie einander gebraucht, z. B. in der Phrase sie waschen sich. Hierbei kommt es zu einer Ambiguität, sodass dieser Satz auf zwei Weisen interpretiert werden kann. Zum einen als sie waschen einander und zum anderen als sie waschen sich selbst. Die genaue Interpretation muss dann aus dem Kontext erschlossen werden.
Eine Besonderheit im Gebrauch von Reflexivpronomen mancher Sprachen ist ferner der logophorische Gebrauch (Details siehe dort).

## Reflexivpronomina in anderen Sprachen
In den slawischen Sprachen findet sich eine Unterscheidung zwischen Pronomen und Reflexiv auch bei Possessiva, sodass Fälle auseinandergehalten werden können, wo im Deutschen Mehrdeutigkeit entsteht. Beispielsweise erlauben Bosnisch, Kroatisch und Serbisch Unterscheidungen wie folgende:
Ana je dala Fatimi svoju knjigu. → „Ana gab Fatima ihrreflexiv Buch.“ (also „Ana gab Fatima Anas Buch.“)
Ana je dala Fatimi njenu knjigu. → „Ana gab Fatima ihrnicht-reflexiv Buch.“ (also „Ana gab Fatima Fatimas Buch.“)
Je nach Sprache kann die mögliche Reichweite des Bezugs für ein Reflexivpronomen variieren. Die Definition dieser Grenze ist in der Linguistik ein Gegenstand der Bindungstheorie.